# Renée Lee Smith
Renée Lee Smith – kanadyjska narciarka, uprawiająca narciarstwo dowolne. Nigdy nie startowała na mistrzostwach świata ani na igrzyskach olimpijskich. Najlepsze wyniki w Pucharze Świata osiągnęła w sezonie 1980/1981, kiedy to była druga w klasyfikacji generalnej i w klasyfikacji jazdy po muldach, a w klasyfikacjach skoków akrobatycznych i kombinacji była trzecia.
W 1981 r. zakończyła karierę.

## Sukcesy

### Puchar Świata

#### Miejsca w klasyfikacji generalnej
- 1979/1980 – 5.
- 1980/1981 – 2.

#### Miejsca na podium
1. Poconos – 11 stycznia 1980 (Kombinacja) – 3. miejsce
2. Poconos – 12 stycznia 1980 (Skoki akrobatyczne) – 1. miejsce
3. Poconos – 12 stycznia 1980 (Kombinacja) – 2. miejsce
4. Whistler – 30 marca 1980 (Skoki akrobatyczne) – 2. miejsce
5. Livigno – 16 stycznia 1981 (Jazda po muldach) – 3. miejsce
6. Tignes – 22 stycznia 1981 (Jazda po muldach) – 3. miejsce
7. Tignes – 24 stycznia 1981 (Skoki akrobatyczne) – 3. miejsce
8. Laax – 31 stycznia 1981 (Balet narciarski) – 2. miejsce
9. Laax – 3 lutego 1981 (Kombinacja) – 2. miejsce
10. Laax – 3 lutego 1981 (Jazda po muldach) – 2. miejsce
11. Seefeld in Tirol – 9 lutego 1981 (Kombinacja) – 3. miejsce
12. Oberjoch – 14 lutego 1981 (Jazda po muldach) – 1. miejsce
13. Oberjoch – 15 lutego 1981 (Kombinacja) – 2. miejsce
14. Mont-Sainte-Anne – 1 marca 1981 (Skoki akrobatyczne) – 3. miejsce
15. Mount Norquay – 18 marca 1981 (Kombinacja) – 3. miejsce
16. Mount Norquay – 18 marca 1981 (Jazda po muldach) – 1. miejsce
17. Mount Norquay – 19 marca 1981 (Jazda po muldach) – 3. miejsce
18. Mount Norquay – 19 marca 1981 (Jazda po muldach) – 2. miejsce
19. Mount Norquay – 19 marca 1981 (Kombinacja) – 2. miejsce
20. Calgary – 22 marca 1981 (Kombinacja) – 2. miejsce
21. Calgary – 22 marca 1981 (Skoki akrobatyczne) – 3. miejsce

- W sumie 3 zwycięstwa, 9 drugich i 9 trzecich miejsc.